# Stephan James
Stephan James (* 16. prosince 1993, Toronto, Ontario, Kanada) je kanadský herec. Svojí kariéru zahájil v roce 2020 s televizním filmem Moje chůva upírka a vedlejší rolí v seriálu Střední škola Degrassi (2010–2012). Za roli ve filmu Domov neznámý (2012) získal nominaci na Canadian Screen Awards. V roce 2013 si zahrál ve filmu Selma, který získal nominaci na Oscara. V roce 2016 si zahrál sprintera Jesseho Owense ve filmu Barva vítězství. Za roli získal cenu Canadian Screen Awards. V roce 2017 si zahrál v mini-sérii stanice Fox Barva moci. V roce 2018 si zahrál ve filmu Kdyby ulice Beale mohla mluvit, který získal několik nominací na Oscara. Za výkon v seriálu Homecoming (2018) získal nominaci na Zlatý glóbus.

## Filmografie

### Film
| Rok  | Název                          | Role                     | Poznámky            |
| ---- | ------------------------------ | ------------------------ | ------------------- |
| 2012 | Domov neznámý                  | Everton St. Clair        |                     |
| 2013 | The Railpath Hero              | Damon Bishop             | krátkometrážní film |
| 2014 | Vražedné spolčení              | Donny                    |                     |
| 2014 | Pride of Leons                 | Shane Jones              |                     |
| 2014 | Na vítězné vlně                | Terrance G. "T.K." Kelly |                     |
| 2014 | Selma                          | John Lewis               |                     |
| 2015 | Lost After Dark                | Wesley                   |                     |
| 2015 | Across the Line                | Mattie Slaughter         |                     |
| 2016 | Barva vítězství                | Jesse Owens              |                     |
| 2018 | Kdyby ulice Beale mohla mluvit | Alonzo "Fonny" Hunt      |                     |
| 2019 | 21 Bridges                     | Michael Trujillo         |                     |

### Televize
| Rok        | Název                   | Role               | Poznámky                   |
| ---------- | ----------------------- | ------------------ | -------------------------- |
| 2010       | Moje chůva upírka       | Jock               | TV film                    |
| 2010–11    | How to Be Indie         | Wilfred            | 3 díly                     |
| 2010–12    | Střední škola Degrassi  | Julian Williams    | 8 dílů                     |
| 2011       | Moje chůva upírka       | Jock               | díl: „Smells Like Trouble“ |
| 2011       | Clue                    | Dmitri             | 5 dílů                     |
| 2011       | Vánoční rande           | Michael            | TV film                    |
| 2012       | The Listener            | Ibrahim Ayim       | díl: „The Taking“          |
| 2012       | Adresa: L.A.            | Infinite Jest      | 5 dílů                     |
| 2013       | Zločinná mysl           | Ben Omari          | díl: „Faces“               |
| 2014       | Příběh Gabby Douglasové | John (16-18 let)   | TV film                    |
| 2014       | Apple Mortgage Cake     | William Logan      | TV film                    |
| 2015       | Unveiled                | Daniel Shepard     | TV film                    |
| 2015       | The Book of Negroes     | Cummings Shakspear | díl 1.5                    |
| 2017       | Barva moci              | Preston Terry      | 10 dílů                    |
| 2018–dosud | Homecoming              | Walter Cruz        | hlavní role                |
| 2020       | #FreeRayshawn           | Rayshawn Morris    | hlavní role, 15 dílů       |

## Ocenění a nominace
| Rok  | Ocenění                                              | Kategorie                                                         | Nominovaný za                  | Výsledek  |
| ---- | ---------------------------------------------------- | ----------------------------------------------------------------- | ------------------------------ | --------- |
| 2013 | Canadian Screen Awards                               | nejlepší mužský herecký výkon ve vedlejší roli                    | Domov neznámý                  | nominace  |
| 2014 | Black Film Critics Circle Awards                     | nejlepší filmové obsazení                                         | Selma                          | vítězství |
| 2014 | Black Reel Awards                                    | objev roku – muž                                                  | Selma                          | nominace  |
| 2014 | Georgia Film Critics Association                     | nejlepší filmové obsazení                                         | Selma                          | nominace  |
| 2014 | San Diego Film Critics Society Awards                | nejlepší filmové obsazení                                         | Selma                          | nominace  |
| 2014 | Washington D.C. Area Film Critics Association Awards | nejlepší filmové obsazení                                         | Selma                          | nominace  |
| 2017 | Black Reel Awards for Television                     | nejlepší mužský herecký výkon v hlavní roli (TV film, mini-série) | Barva moci                     | nominace  |
| 2017 | Canadian Screen Awards                               | nejlepší mužský herecký výkon v hlavní roli                       | Barva vítězství                | vítězství |
| 2017 | NAACP Image Awards                                   | nejlepší mužský herecký výkon v hlavní roli                       | Barva vítězství                | nominace  |
| 2018 | Women Film Critics Circle Awards                     | nejlepší pár                                                      | Kdyby ulice Beale mohla mluvit | vítězství |
| 2019 | Black Reel Awards                                    | nejlepší mužský herecký výkon v hlavní roli                       | Kdyby ulice Beale mohla mluvit | nominace  |
| 2019 | NAACP Image Awards                                   | nejlepší mužský herecký výkon v hlavní roli                       | Kdyby ulice Beale mohla mluvit | nominace  |
| 2019 | Zlatý glóbus                                         | nejlepší mužský herecký výkon v hlavní roli (seriál – drama)      | Homecoming                     | nominace  |